# Basílica de Santa Maria Auxiliadora na Via Tusculana
Santa Maria Ausiliatrice in Via Tuscolana, conhecida apenas como Santa Maria Ausiliatrice in Via Tuscolana, é uma igreja titular e basílica menor localizada na Piazza Santa Maria Ausiliatrice, no quartiere Tuscolano de Roma. É dedicada a Nossa Senhora Auxiliadora. O atual cardeal-diácono protetor da diaconia de Santa Maria Auxiliadora na Via Tuscolana é Ángel Fernández Artime, Pró-prefeito do Dicastério para os Institutos de Vida Consagrada e Sociedades de Vida Apostólica.

## História
Consagrada igreja paroquial em 25 de março de 1932 através da Constituição Apostólica "Inter pastoralis" do papa Pio IX, Santa Maria está desde então aos salesianos de Dom Bosco. Foi transformada em igreja titular pelo papa Paulo VI em 7 de junho de 1967 pela Constituição Apostólica "Ad gubernacula christianae".

## Descrição
O edifício é um projeto dos arquitetos Nicola Mosso e Giulio Vallotti entre 1931 e 1936. O interior segue uma planta mista entre uma cruz latina e uma cruz grega com três naves. As paredes e o teto estão decorados por afrescos de inspiração barroca, obra de Giuseppe Melle (1957-65).

## Galeria

Imagens da igreja
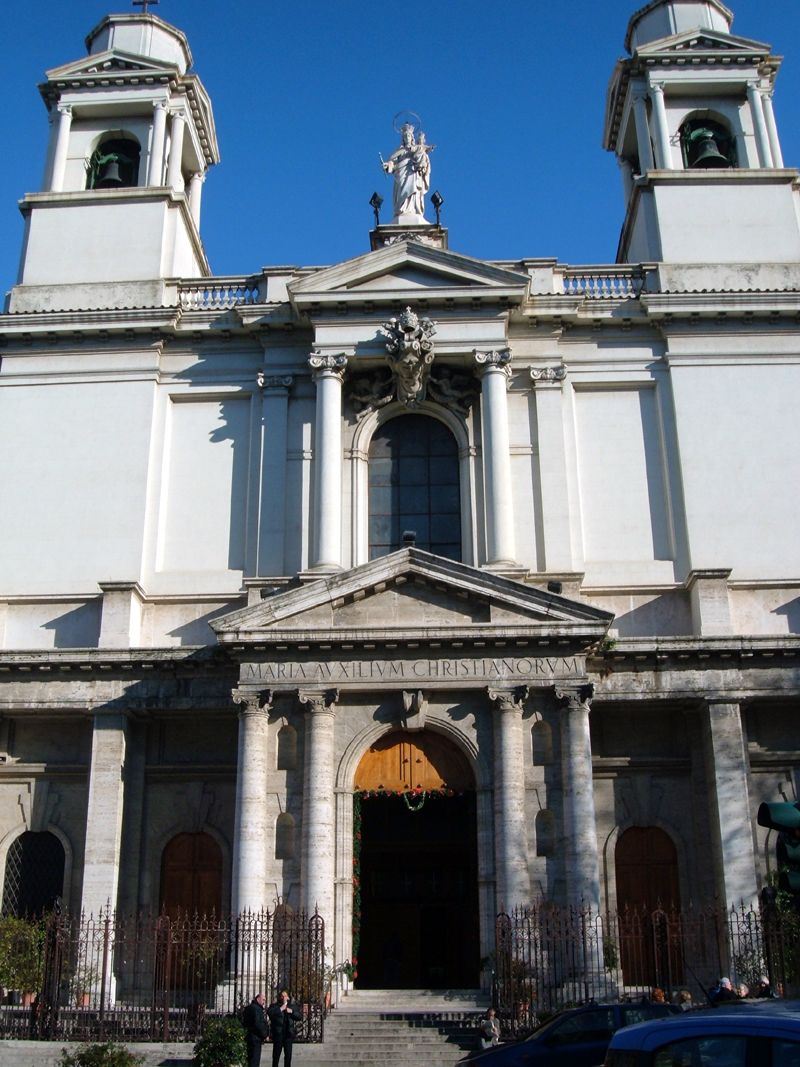
Detalhe.
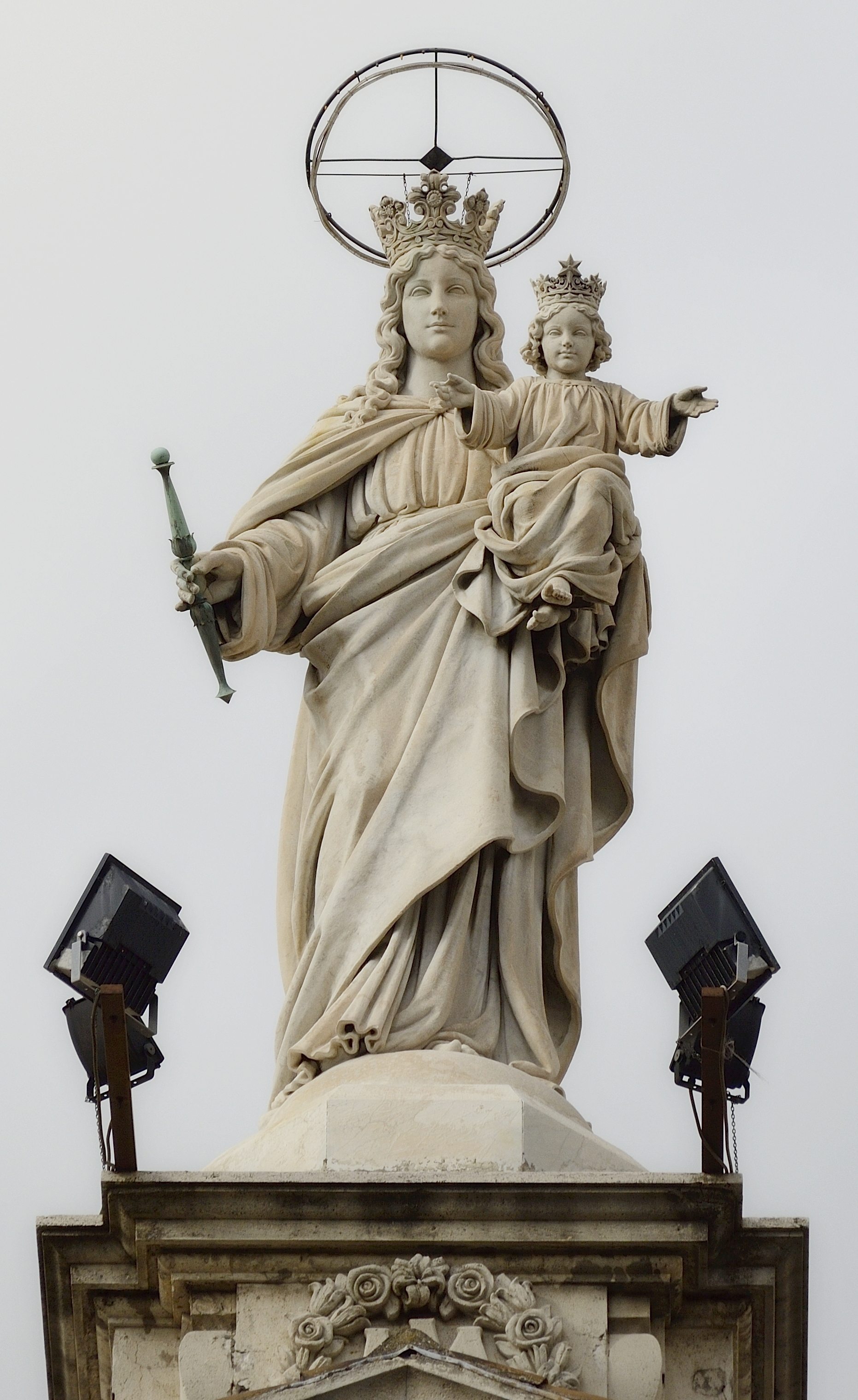
Estátua de Nossa Senhora Auxiliadora na fachada.